# 南くんの恋人
『南くんの恋人』（みなみくんのこいびと）は、内田春菊による漫画作品、およびそれを原作としたテレビドラマ。

## 概要
平凡な高校3年生の南くんと、突然身長15cmになってしまったちよみの恋と同棲生活を描いた連作。
『写真時代ジュニア』1985年4月号掲載の読切漫画「言いなりになりたい」（単行本『春菊』に収録）を元に、1985年マイアニメ増刊『コミックOZ』創刊号で第1話「悲しんだりもしたい」を掲載。第2話から舞台を『ガロ』に移して1986年10月号から1987年6月号まで連載され、描き下ろしの最終話を加えた単行本が1987年7月に青林堂から刊行された。1998年7月には文藝春秋より文春文庫として刊行、2004年6月には青林工藝舎より「改訂版」が刊行された。

## 原作
原作漫画はドラマ版と違い、掲載誌の性質上寓話的な要素が強い。また、原作は登場人物も少なく、ドラマのストーリーも「小さくなった恋人との同棲生活」程度の共通点しかない。また、漫画の内容は決して「プラトニックな恋愛」を描いたわけではなく、あくまで「ガロ系のラブストーリー」といったものであり、青年期の生々しい心情描写や大胆な性描写などが描かれ、恋愛漫画における綺麗事を一切排除した特殊な恋愛作品となっている。
最終話は南くんとちよみが温泉旅行に出かけるが、旅行の帰り際に転落事故に遭い、南くんはかすり傷で済んだものの、ポケットの中にいたちよみが死亡してしまう残酷であっけないものだった。最後のページには「ちよみは小さいから生きられなかった」という本作品の構造に対しての皮肉も描かれている。また、「なぜちよみが小さくなったのか」といった理由や説明が本編で明示されることは一切なかった。
作者の内田春菊は『ガロ』1994年2月号のインタビューで、残酷な結末を描いた経緯について次のように回想している。
また、彼女は「あとがき」で、「この作品、自分は『小美人ポルノ』だと思ってたのに、読者からは『これってプラトニックな恋ですよね?』と手紙が来る」と述べており、読者と自分の認識のギャップを語っている。

### 初出
| 作品名             | 初出                    |
| ------------------ | ----------------------- |
| 言いなりになりたい | 写真時代ジュニア 1985年 |
| 南くんの悩み       | B-BOY 1985年            |
| 悲しんだりもしたい | コミックOZ 1985年       |
| 野村さんの写真     | ガロ 1986年10月号       |
| たのしいおふろ     | ガロ 1986年11月号       |
| こわい夢           | ガロ 1986年12月号       |
| ちよみのごはん     | ガロ 1987年1月号        |
| 実験               | ガロ 1987年2・3月号     |
| ちよみの心配       | ガロ 1987年4月号        |
| 南くんの浮気       | ガロ 1987年5月号        |
| 出発の日           | ガロ1987年6月号         |
| おもいでの旅行     | 描き下ろし              |

### 続編
『ガロ』連載終了から実に25年を経て『Cocohana』（集英社）誌上で2013年1月号より6月号にかけて続編『南くんは恋人』が連載された。
本作品では『南くんの恋人』とは立場が逆転しており、高校生のちよみと、突然小さくなってしまった南くんの恋と同棲生活を描いた連作となっている。第1話冒頭に於けるちよみのモノローグにより、本作品中設定では、『南くんの恋人』はちよみの見た夢であったことが示唆されている。
- 内田春菊『南くんは恋人』 集英社〈愛蔵版コミックス〉、2013年8月28日第1刷発行（2013年8月23日発売）、ISBN 978-4-08-782707-1

## テレビドラマ
本作品は5度テレビドラマ化されており、本記事ではそれぞれ第1作 - 第5作とする（【主演】1990年、工藤正貴、石田ひかり。1994年、武田真治、高橋由美子。2004年、二宮和也、深田恭子。2015年、中川大志、山本舞香。2024年、八木勇征、飯沼愛）。
エピソードとして、ドラマ版を知った後に原作を読んで残酷な結末に衝撃を受けた視聴者が続出したという逸話がある。これに関して内田自身の「ちよみは本来存在すべきでない」という持論に対しても賛否両論があり、内田に対しても批判があった。内田の弁によると「もうあのページはノリで貼り付けてやりたい」という投書まで送られてきたという。
内田によれば、第1作を手掛けたTBSからドラマ化の依頼があった際、フジテレビからも映画化の企画が来たというが、その依頼は断ったという。その経緯について内田は『ガロ』1994年2月号のインタビューで次のように明かしている。
| 「 | フジのほうはハイビジョンを全編に使って、ヒロインも募集して大事業みたいにするって言うのね。でもずっと話をしていても、作品に対する話というのが出てこないんですよ。TBSのほうはその辺はすごく愛情を持ってくれていたんだけれど、でも好きでやってくれるんだったら両方受ければいいか、と思ってたんですけどね。でもフジの人が「ちよみは処女じゃないといやだ」って言い始めましてね。で、そのうち「うちだけに使わせろ」みたいな話になってきて、でもそこまで言うのに作品に対する手ごたえっていうものがなかったんですよ。それでフジのほうは断ったんです。 | 」 |

1994年1月、高橋由美子・武田真治主演によるテレビドラマ（第2作）がテレビ朝日『月曜ドラマ・イン』枠で放映され、高視聴率を獲得した。しかし、月曜20時台という時間帯の関係で主たる視聴者層が低年齢化し、主に子供たちから「（最終回の結末を踏まえて）ちよみがかわいそうだ」との投書が寄せられた。それを契機として原作にないアナザーストーリー（厳密には続編）を追加することとなり、1995年4月にスペシャルドラマ「もうひとつの完結編」が放映された。本作品の設定上から映像はブルーバック合成という手法がとられ、そのために高橋の収録分の大半はブルーシートを背にしてひたすら一人芝居をするというものだった。他の出演者との絡みがあるのは、ちよみが小さくなる前の回想シーンの収録くらいであり、「何のために女優になったんだろう?」などといった葛藤を抱えながらの撮影だったことを高橋自身が後に回想して語っている。
なお、「週刊TVガイド」のニュース記事では当初、ちよみ役は千葉麗子と発表されていた。
2004年7月、二宮和也・深田恭子主演によりテレビ朝日系列の『木曜ドラマ』枠でリメイクされた（第3作）。同一放送局による10年振りのテレビドラマ化であった。
2015年5月、山本舞香・中川大志を主演に、『南くんの恋人〜my little lover』（第4作）のタイトルでドラマ化がされ、11月からフジテレビ他で放映された。
2024年7月、飯沼愛主演により、『南くんが恋人!?』（第5作）のタイトルでテレビ朝日系列「火曜9時枠の連続ドラマ」枠でドラマ化され、今作は男女逆転バージョンで描かれた。

### 第1作
- 1990年4月28日、TBS系列、土曜日22:00-23:54（JST）、ドラマチック22枠（単発ドラマ）。視聴率は13.3%。
- ちよみが小さくなるのは家系（ちよみのおばあちゃんも若いころ小さくなった）で、ラストは行方不明になったちよみが風船につかまって戻ってくる。

#### キャスト（第1作）
- ちよみ - 石田ひかり
- 南浩之 - 工藤正貴
- 白島靖代
- 宮下直紀
- 木内みどり
- 内田春菊
- 加藤治子

#### スタッフ（第1作）
- 脚本 - 斎藤博
- 演出 - 原隆仁
- プロデューサー - 田辺隆史、竹本克明、片島謙二
- 制作 - ギャラクシーワン、TBS

#### ネット局　(第1作)
系列は当時の系列。
| 放送対象地域   | 放送局         | 系列    | 備考              |
| -------------- | -------------- | ------- | ----------------- |
| 関東広域圏     | 東京放送       | TBS系列 | 現在：TBSテレビ   |
| 北海道         | 北海道放送     | TBS系列 |                   |
| 青森県         | 青森テレビ     | TBS系列 |                   |
| 岩手県         | 岩手放送       | TBS系列 | 現在：IBC岩手放送 |
| 宮城県         | 東北放送       | TBS系列 |                   |
| 山形県         | テレビユー山形 | TBS系列 |                   |
| 福島県         | テレビユー福島 | TBS系列 |                   |
| 山梨県         | テレビ山梨     | TBS系列 |                   |
| 新潟県         | 新潟放送       | TBS系列 |                   |
| 長野県         | 信越放送       | TBS系列 |                   |
| 静岡県         | 静岡放送       | TBS系列 |                   |
| 石川県         | 北陸放送       | TBS系列 |                   |
| 中京広域圏     | 中部日本放送   | TBS系列 | 現在：CBCテレビ   |
| 近畿広域圏     | 毎日放送       | TBS系列 |                   |
| 島根県・鳥取県 | 山陰放送       | TBS系列 |                   |
| 岡山県・香川県 | 山陽放送       | TBS系列 | 現在：RSK山陽放送 |
| 広島県         | 中国放送       | TBS系列 |                   |
| 山口県         | テレビ山口     | TBS系列 |                   |
| 高知県         | テレビ高知     | TBS系列 |                   |
| 福岡県         | RKB毎日放送    | TBS系列 |                   |
| 長崎県         | 長崎放送       | TBS系列 |                   |
| 熊本県         | 熊本放送       | TBS系列 |                   |
| 大分県         | 大分放送       | TBS系列 |                   |
| 宮崎県         | 宮崎放送       | TBS系列 |                   |
| 鹿児島県       | 南日本放送     | TBS系列 |                   |
| 沖縄県         | 琉球放送       | TBS系列 |                   |

### 第2作
- 1994年1月10日 - 3月21日、テレビ朝日系列、月曜日20:00-20:54（JST）、月曜ドラマ・イン枠。
- 1995年4月10日、「南くんの恋人スペシャル もうひとつの完結編」が20:00-21:48に放送された。

#### キャスト（第2作）

##### レギュラー出演者
（タイトルバックでのキャスト紹介順に掲載）
主なレギュラー
堀切ちよみ（ほりきり ちよみ）
演 - 高橋由美子
セントルイス学園高等学校に通う普通の女子高生だったが、事故の衝撃で、身長15センチの小ささになってしまう（この時点で死亡扱いとなる）本編で一旦、姿を消す形で天に召されている。完結編では、間もなく父の後妻の娘として生まれ変わることになり「自分の記憶が消される前に」として浩之に会いにゆくが、トラウマを抱える範子を心配。再び自殺を図ろうとした彼女を救うように浩之を説得する。恋人同士でありながら、浩之を最後まで苗字で呼んでいた（浩之の方はちよみを名で呼んでいる）。
南浩之（みなみ ひろゆき）
演 - 武田真治
本編ではやはりセントルイス学園高の生徒で、恋人のちよみが小さくなってから、ずっと守り続けて来たが、ラストで彼女との別れにショックを受ける。完結編では卒業後、セントポーリア大学へと進学。押し切る形で接近して来た範子を気に掛けるうちに親しくなったころ、天国からやって来たちよみと再会。最終的にちよみと結ばれることになる。心優しい性格。
野村リサコ（のむら リサコ）
演 - 千葉麗子
浩之・ちよみのクラスメート。美人でおっとりした雰囲気だが、やや情緒不安定で突然キスをしたりなど、何かと浩之に色目を使う。勘が鋭い。両親は離婚していて一人暮らし。両親を嫌っている。
南涼子（みなみ りょうこ）
演 - 中村綾
浩之の姉。浩之のことを『弟』と呼ぶ。好奇心旺盛。
竹原直人（たけはら なおと）
演 - 岡田秀樹
浩之の友人で、ちよみに片思いをしている。真面目な性格で成績優秀だが、思い込みが激しく極端な一面がある。
榎本日出夫（えのもと ひでお）
演 - 石塚英彦
浩之・ちよみの高校での担任。体育担当で常にジャージ姿。手芸部の顧問でもある。生徒たちに何かを注意や発言しても言い返されたり無視されることが多い。
朝倉真知子（あさくら まちこ）
演 - 響野夏子
ちよみの父の婚約者。信太郎の盲腸手術をきっかけに知り合った元看護師。
南暁子
演 - 岡本麗
浩之の母。基本的に陽気だが、ちよみを忘れられない息子を心配し、平手打ちの後に号泣したこともある。多趣味。
南隆之
演 - 高田純次
浩之の父。のんびりした性格で料理が得意。いざという時は父親らしく振る舞う時も。
堀切信太郎（ほりきり しんたろう）
演 - 草刈正雄
ちよみの父。カフェ「ROUTE66」のマスター。『男はな、南くん』が口癖。本編最終回で、浩之から真相を知らされ思わず殴り倒す。その後に涙ながらに浩之の襟首を掴み「ちよみは……幸せだったのか？」と質し、浩之が必死に頷くと、納得する。完結編では再婚しており、後妻が妊娠。医師からは女児と伝えられていたが、男児の父となる。
その他レギュラー
- やまざき みちえ：木之下綾
- 吉田潤之祐
- 芦田真奈
- 東海林龍
- 富岡美奈
- 石塚隆夫
- 岩井裕扶子
- 梅田奈央美
- 木原久美

##### ゲスト出演者
主なゲスト
校長
演 - 福田豊土（3,7,8,9話）
ちよみと浩之が通うセントルイス学園高等学校の校長。
野村百合子
演 - 田島令子（3,5,6,7,8,9,10話）
野村リサコの母。セントルイス学園高等学校に多額の寄付をしている教育評論家。リサコに嫌われているが、僅かながらリサコを心配している。
東山真理絵（ひがしやま まりえ）
演 - 西田ひかる（4,6話）
家出したちよみを見つけた一人暮らしの女子大生。初めてちよみを見た際も驚かずに保護した。喧嘩した浩之・ちよみの和解のきっかけを作る。
野村健三
演 - 西田健（5,6話）
野村リサコの父。会社経営が上手くいかず、百合子の慰謝料捻出のためリサコが暮らすマンションを売り払おうとする。
清水
演 - 清水ミチコ（7話）
世界史の先生。
中原範子
演 - 井出薫（完結編）
浩之が合コンで知り合った女子大生。高2のころ、既婚者だった担任教師と不倫の末に海岸での入水心中をはかり、自分のみが生き残るという事件を起こしている。大学進学後も周囲から後ろ指を指され、誹謗中傷を受けていることもあり、精神的に不安定で陰気な印象。浩之との出会いで次第に明るさを取り戻しつつあったが、命日に墓に手向ける花を購入した直後、死亡した愛人の妻と鉢合わせ。連れられていた幼い息子に「パパを殺した女」と説明されたショックで、浩之に予告電話をし、当時の同じ海岸で自殺を図る。しかし到着した浩之の呼びかけと、愛人の息子の許しで思い留まった。完結編のみの登場。
範子の元愛人の妻
演 - 波希かずえ（完結編）
夫と不倫をし、心中の末に生き残った範子を激しく憎悪。命日のころに息子を連れて彼女をつけまわし花屋の前で罵倒。落とした花束を踏みつけて去ってゆく。地味で真面目な印象を持つ。
範子の元愛人の息子
演 - 内田萌（完結編）
物心がつく前に父と死別。母に連れられて範子の後ろをついて回り、中傷を吹き込まれるが、海岸で自殺を図った範子に「お姉ちゃん! パパのお話を聞かせて!」と無邪気に歩み寄る。
謎の老人
演 - 松村達雄（完結編）
その他ゲスト
- 芹澤健（1話）
- 海宝茜（現：海宝あかね）（1話）
- 蓮池貴人（1話）
- 山口真侑（1話）
- マリーニノ（1話）
- 佐久間：BOB藤原（1,7,10話）

トラック運転手。居眠り運転でちよみにぶつかった張本人。
- 今井治（1話）
- 金子浩子（2話）
- 横澤美智香（2話）
- 大塚洋（3話）
- 鈴木祥恵（4話）
- 田島幸代（4話）
- 渡辺幸恵（4話）
- 天谷規由季（4話）
- 中山由香理（4話）
- 櫃割みゆき（4話）
- 本庄佐知子（4話）
- 石橋秀太郎（4話）
- 須藤学（5話）
- 渋谷竹春（5話）
- ちよみの母：久我美智子（6話）※写真のみ
- 拓郎（たくろう）：土谷一貴（子役）（7,8,10話）

野村リサコの母の連れ子。
- 福引のおじさん：水森コウ太（7話）
- 福引で液晶テレビを当てたお婆ちゃん：森康子（7話）
- セントルイス学園の制服の取扱店の店員：徳山盛男（7話）
- 旅行代理店の店員：安達香代子（9話）
- 佐伯玲子（10話）
- 小渕友加里（10話）
- 荒巻美帆（子役）（10話）
- 平淑恵（10話）
- エキストラ：劇団東俳、東京宝映、早川プロ、劇団ひまわり

#### サブタイトル（第2作）
| 各話                                                       | 放送日        | サブタイトル           | 演出     | 視聴率 |
| ---------------------------------------------------------- | ------------- | ---------------------- | -------- | ------ |
| Lesson 1                                                   | 1994年1月10日 | 誕生日に、あげる       | 中山史郎 | 18.0%  |
| Lesson 2                                                   | 1月17日       | 15センチのおさな妻…    | 中山史郎 | 15.0%  |
| Lesson 3                                                   | 1月24日       | 悲しい別れの決意       | 今井和久 | 14.7%  |
| Lesson 4                                                   | 2月07日       | バレンタインに誓って…  | 今井和久 | 15.9%  |
| Lesson 5                                                   | 2月14日       | 南くん倒れる！         | 中山史郎 | 16.5%  |
| Lesson 6                                                   | 2月21日       | わたしもとに戻りたい！ | 中山史郎 | 15.8%  |
| Lesson 7                                                   | 2月28日       | ヒミツが明かされた日…  | 今井和久 | 14.0%  |
| Lesson 8                                                   | 3月07日       | ずっと一緒にいたいのに | 今井和久 | 14.4%  |
| Lesson 9                                                   | 3月14日       | 二人きりの卒業式       | 中山史郎 | 16.0%  |
| Final Lesson                                               | 3月21日       | 望みが全部かなった日に | 中山史郎 | 15.7%  |
| 平均視聴率 15.6%（視聴率は関東地区、ビデオリサーチ社調べ） |               |                        |          |        |

| 各話       | 放送日        | サブタイトル                              | 演出     | 視聴率          |
| ---------- | ------------- | ----------------------------------------- | -------- | --------------- |
| スペシャル | 1995年4月10日 | 南くんの恋人スペシャル もうひとつの完結編 | 今井和久 | 15.6% （108分） |

#### ネット局 (第2作)
| 放送対象地域  | 放送局           | 系列           | 備考                         |
| ------------- | ---------------- | -------------- | ---------------------------- |
| 関東広域圏    | テレビ朝日       | テレビ朝日系列 | 制作局                       |
| 北海道        | 北海道テレビ     | テレビ朝日系列 |                              |
| 青森県        | 青森朝日放送     | テレビ朝日系列 |                              |
| 宮城県        | 東日本放送       | テレビ朝日系列 |                              |
| 秋田県        | 秋田朝日放送     | テレビ朝日系列 |                              |
| 山形県        | 山形テレビ       | テレビ朝日系列 |                              |
| 福島県        | 福島放送         | テレビ朝日系列 |                              |
| 新潟県        | 新潟テレビ21     | テレビ朝日系列 |                              |
| 長野県        | 長野朝日放送     | テレビ朝日系列 |                              |
| 静岡県        | 静岡朝日テレビ   | テレビ朝日系列 |                              |
| 石川県        | 北陸朝日放送     | テレビ朝日系列 |                              |
| 中京広域圏    | 名古屋テレビ     | テレビ朝日系列 |                              |
| 近畿広域圏    | 朝日放送         | テレビ朝日系列 | 現・朝日放送テレビ           |
| 広島県        | 広島ホームテレビ | テレビ朝日系列 |                              |
| 山口県        | 山口朝日放送     | テレビ朝日系列 |                              |
| 香川県 岡山県 | 瀬戸内海放送     | テレビ朝日系列 |                              |
| 愛媛県        | 愛媛朝日テレビ   | テレビ朝日系列 | 1995年のスペシャルのみ放送。 |
| 福岡県        | 九州朝日放送     | テレビ朝日系列 |                              |
| 長崎県        | 長崎文化放送     | テレビ朝日系列 |                              |
| 熊本県        | 熊本朝日放送     | テレビ朝日系列 |                              |
| 大分県        | 大分朝日放送     | テレビ朝日系列 |                              |
| 鹿児島県      | 鹿児島放送       | テレビ朝日系列 |                              |

#### スタッフ（第2作）
- 原作 - 内田春菊（青林堂刊）
- 脚本 - 岡田惠和
- 音楽 - 寺嶋民哉 アルバム「南くんの恋人」より（ソニーレコード）
- 主題歌 - 高橋由美子「友達でいいから」（ビクターエンタテインメント）
- プロデューサー - 高橋浩太郎、黒田徹也（テレビ朝日）、照喜名隆（渡辺企画）
- 技術プロデューサー - 小関進
- TD - 笹村彰
- カメラ - 栗林克夫
- 照明 - 白石雄二
- 音声 - 八木明広
- MA - 前島真一（ザ・チューブ）
- 音効 - 鈴木晴夫（1 - 6・10話）、太田亜紀（7 - 9話）
- VE - 勝又章浩、勝屋一朗
- CGタイトル - F:DRIVE Ltd.,Ld、KAN DAVA、電影工房
- 編集 - 青柳信司（ザ・チューブ）
- 美術デザイン：北谷岳之
- 美術制作：林潤一
- 大道具：松岡美都司
- 装飾：相田伸一
- 持道具 - 水田貴紀
- 衣裳 - 山田秀夫
- メイク - ストロベリーキッズ
- スタイリスト - 曽根和子
- 演出補 - 松井哲彦
- 記録 - 岸田純子（1・2話）、石塚早苗（3 - 5・8・9話）、舘野弘子（6・7話）、志村実恵子（10話）
- 制作担当 - 植野亮
- 広報 - 上田めぐみ（テレビ朝日）
- スチール - 田部井満
- ビジュアルプランナー - 樋口真嗣※1・2話では「樋口信司」表記
- プランニングスタッフ - 楠本浩美
- アソシエイツプロデューサー - 小橋孝裕
- プロデューサー補 - 佐藤富宏
- 美術協力 - アップルコンピュータ株式会社、WHY CO., LTD.、UP BEAT GALLERY、BREE、RALLY（1 - 3・5 - 10話）、EPSON（4話）
- 衣裳協力 - J.CREW（4話）、pou dou dou（4話）、CHUCK.CHAQET.CHIKIT（5・6話）、CELLULOID（5・6話）、ホコモモラ、MORGAN（1話）、Jane Marple（2 - 5話）、イタリヤード株（1・2・9・10話）、KOOKAI（3・5話）、EQUAL（3話）、yoko（6 - 10話）、StrawBerry Fields（10話）、青山 伊万里、RORA-RORA、I,MARIO、pour la frime ainee（1 - 8・10話）、村田長(株)、ラブエル.、コード服装、PERSON'S、ハウステンボス・フォトジェニック（10話）
- 音楽協力 - テレビ朝日ミュージック
- 協力 - ハウステンボス（10話）、株式会社NHVホテルズインターナショナル（10話）、ZEEクルーズ株式会社（10話）、タカラ、パオ（2・8話）、富士重工（3  - 10話）、JAS 日本エアシステム（9・10話）、NARIKAWA、多摩大学（1話）、たま日吉台病院（2話）、株式会社四季の旅社（3話）、パルテノン多摩（3話）、新都市センター開発株式会社（4話）、BEAUX-ARTS（4話）、PRESEΛ ROOM（5話）、Bird Land（6話）、INTERIOR SPACE 彩（6話）、多摩中央病院（7話）、多摩市聖ヶ丘商店街（7話）、SEGA（8話）、BERKELEY（8話）、大中 渋谷店（8話）、山野美容芸術短期大学（9話）、にっかつ撮影所（9・10話）、(株)イースト・ウェスト トラベル（9話）、嬉野温泉 山水（10話）、カーヴ・ドゥ・カツヌマ（10話）
- 映像協力 - 「稲村ジェーン」(株)アミューズ（8話）
- 写真協力 - 菅原千代志
- 車輌 - オフィスK
- カースタント - スーパードライバーズ
- 技術協力 - テイクシステムズ
- 演出 - 中山史郎（ザ・ワークス）、今井和久（ザ・ワークス）
- 制作 - テレビ朝日、渡辺企画

#### 関連商品（第2作）
オリジナル・サウンドトラック
- 南くんの恋人～オリジナル・サウンドトラック（1994年2月21日、ソニー・ミュージックエンタテインメント）SRCL-2841 製作：寺嶋民哉

VHS
- 南くんの恋人 Vol.1～5（1994年6月17日～8月19日、ポニーキャニオン） それぞれ2話ずつ収録
- 南くんの恋人スペシャル もうひとつの完結編（1995年8月23日、ビクターエンタテインメント）

DVD
- 南くんの恋人 DVD-BOX（2002年3月20日、ポニーキャニオン） 上記VHS作品をまとめて収録

### 第3作
- 2004年7月8日 - 9月16日、テレビ朝日系列、木曜日21:00-21:54（JST）、木曜ドラマ枠、全11回。平均視聴率9.4%。

#### キャスト（第3作）
堀切ちよみ
演 - 深田恭子
南進
演 - 二宮和也（嵐）
日下部征一郎
演 - 田辺誠一
ちよみ、進の担任教師、ちよみのいとこ。
野村麗花
演 - 宮地真緒
ちよみ、進の同級生。
南桜
演 - 安倍麻美
進の妹。
大原幸作
演 - 石井智也
ちよみ、進の同級生、進の親友。
小久保尚子
演 - 荻野なお
ちよみ、進の同級生、ちよみの親友。
坂井真澄
演 - 石橋奈美
国語教師。
堀切千次
演 - 北村総一朗
ちよみの祖父。
南謙一
演 - 西村雅彦
進の父。
南竹子
演 - 名取裕子
進の母。

#### サブタイトル（第3作）
| 各話                                                      | 放送日  | サブタイトル           | 視聴率 |
| --------------------------------------------------------- | ------- | ---------------------- | ------ |
| 第1話                                                     | 7月08日 | 彼女は身長16センチ     | 11.2%  |
| 第2話                                                     | 7月15日 | 涙の電話               | 9.0%   |
| 第3話                                                     | 7月22日 | 浮気発覚               | 10.1%  |
| 第4話                                                     | 7月29日 | 新婚初夜               | 10.5%  |
| 第5話                                                     | 8月05日 | 浴衣で愛して…          | 10.4%  |
| 第6話                                                     | 8月12日 | 海がくれたキス         | 9.4%   |
| 第7話                                                     | 8月19日 | 幸せになる誓い         | 8.1%   |
| 第8話                                                     | 8月26日 | 運命の家族写真         | 7.4%   |
| 第9話                                                     | 9月02日 | 恋敵との対決…          | 8.0%   |
| 第10話                                                    | 9月09日 | 最期の望み、純白の花嫁 | 8.4%   |
| 最終話                                                    | 9月16日 | 二人分の心臓           | 10.9%  |
| 平均視聴率 9.4%（視聴率は関東地区・ビデオリサーチ社調べ） |         |                        |        |

#### ネット局 (第3作)
| 放送対象地域  | 放送局           | 系列           | 備考               |
| ------------- | ---------------- | -------------- | ------------------ |
| 関東広域圏    | テレビ朝日       | テレビ朝日系列 | 制作局             |
| 北海道        | 北海道テレビ     | テレビ朝日系列 |                    |
| 青森県        | 青森朝日放送     | テレビ朝日系列 |                    |
| 岩手県        | 岩手朝日テレビ   | テレビ朝日系列 |                    |
| 宮城県        | 東日本放送       | テレビ朝日系列 |                    |
| 秋田県        | 秋田朝日放送     | テレビ朝日系列 |                    |
| 山形県        | 山形テレビ       | テレビ朝日系列 |                    |
| 福島県        | 福島放送         | テレビ朝日系列 |                    |
| 新潟県        | 新潟テレビ21     | テレビ朝日系列 |                    |
| 長野県        | 長野朝日放送     | テレビ朝日系列 |                    |
| 静岡県        | 静岡朝日テレビ   | テレビ朝日系列 |                    |
| 石川県        | 北陸朝日放送     | テレビ朝日系列 |                    |
| 中京広域圏    | 名古屋テレビ     | テレビ朝日系列 |                    |
| 近畿広域圏    | 朝日放送         | テレビ朝日系列 | 現・朝日放送テレビ |
| 広島県        | 広島ホームテレビ | テレビ朝日系列 |                    |
| 山口県        | 山口朝日放送     | テレビ朝日系列 |                    |
| 香川県 岡山県 | 瀬戸内海放送     | テレビ朝日系列 |                    |
| 愛媛県        | 愛媛朝日テレビ   | テレビ朝日系列 |                    |
| 福岡県        | 九州朝日放送     | テレビ朝日系列 |                    |
| 長崎県        | 長崎文化放送     | テレビ朝日系列 |                    |
| 熊本県        | 熊本朝日放送     | テレビ朝日系列 |                    |
| 大分県        | 大分朝日放送     | テレビ朝日系列 |                    |
| 鹿児島県      | 鹿児島放送       | テレビ朝日系列 |                    |
| 沖縄県        | 琉球朝日放送     | テレビ朝日系列 |                    |

#### スタッフ（第3作）
- 企画プロデューサー - 高橋浩太郎（テレビ朝日）
- 脚本 - 中園ミホ、福間正浩
- 音楽 - 住友紀人（FILL IN）
- 主題歌 - 嵐「瞳の中のGalaxy」（ジェイ・ストーム）
- 音響効果 - 阿比留奈穂子
- デザイン - きくちまさと
- 美術プロデューサー - 杉川廣明
- 制作担当 - 菖蒲昌弘
- プロデューサー - 黒田徹也（テレビ朝日）・照喜名隆、布施等（ザ・ワークス）
- 監督 - 佐藤嗣麻子、新城毅彦（5年D組）、木内麻由美（テレビ朝日）、大垣一穂（ザ・ワークス）
- 制作協力 - ザ・ワークス
- 制作著作 - テレビ朝日

#### 関連商品（第3作）
DVD
- 南くんの恋人 第1巻～第5巻（2004年12月23日、メディアファクトリー） それぞれ2話ずつ（第5巻のみ3話分）収録
- 南くんの恋人 DVD-BOX（2004年南くんの恋人 DVD-BOX、メディアファクトリー） 上記5巻をまとめたもの

### 第4作
『南くんの恋人〜my little lover』（みなみくんのこいびと マイリトルラバー）のタイトルで、2015年11月10日から2016年2月2日までフジテレビの「Mナイト」枠にて放送された（全10話）。
これにさきがけ、同年9月9日早朝（『Tナイト』枠の最終パート）に関東ローカルで特別番組『身長差163センチの恋!「南くんの恋人〜my little lover」に密着!』を放送予定であったが、前夜のバレーボール中継の大幅延長に伴い、『Tナイト』の最終パートがカットされるため、後日振替放送予定。
主人公の南くんは、原作ではおっとりした性格だが、本作品では成績優秀なイケメンというキャラクター設定となる。また、ラストシーンは原作から変わることが開始前より明言されている。
関東ローカルの番組であったが、サンテレビでの放送が決定し関西でも2017年4月7日から毎週金曜の15時から放送がスタートした。

#### キャスト（第4作）

##### 主要人物
南瞬一
演 - 中川大志
堀切ちよみ
演 - 山本舞香

##### 館山第一高校
高木睦
演 - 鈴木身来
ちよみのクラスメイト。
野村さより
演 - 中山絵梨奈
野村病院の一人娘。
御木本あみ
演 - 佐々木萌詠：ちよみの親友。
矢吹 翔
演 - 島丈明：剣道部員。
大野先生
演 - 渡辺舞
ちよみの担任。古典の先生。
佐々木先生
演 - 草野イニ
剣道部顧問。

##### 南家
南昇
演 - 宮川一朗太
瞬一の父。瞬一が中学生のときに失踪。
南笑子
演 - 有森也実
瞬一の母。野村病院に看護師として勤めている。
南登美子
演 - 角替和枝
瞬一の祖母、昇の実母。

##### 堀切家
堀切譲二
演 - 大堀こういち
ちよみの父。カフェ「花泥棒」を夫婦で営む。
堀切律子
演 - 秋本奈緒美
ちよみの母。
堀切明日香
演 - 吉田里琴
ちよみの妹。

##### カフェ「花泥棒」の常連客
堺沢
演 - 富岡晃一郎
地元の駐在さん。
佐野元太郎
演 - 今奈良孝行
居酒屋「元太郎」店主。佐和子の夫。
佐野佐和子
演 - 新井友香
居酒屋「元太郎」おかみ。元太郎の妻。
板倉次郎
演 - 山田伊久麿
矢沢
演 - 森啓一朗
内海
演 - 眼鏡太郎

#### 主題歌（第4作）
- オープニングテーマ - 「虹の向こうへ」
  - 歌：天月-あまつき / 作詞 - 天月-あまつき-×タルタノリキ / 作曲 - タルタノリキ / 編曲 - 佐々木裕
- エンディングテーマ - 「ただ、あなたのそばで」
  - 歌：上野優華[9] / 作詞・作曲 - 遠藤直弥

#### サブタイトル（第4作）
| 各話                                       | 放送日         | サブタイトル                  | 視聴率 |
| ------------------------------------------ | -------------- | ----------------------------- | ------ |
| 第1話                                      | 2015年11月10日 | 閉じ込めていた幼い恋          | 0.8%   |
| 第2話                                      | 11月17日       | いきなり同棲生活              | 0.9%   |
| 第3話                                      | 11月24日       | 恋の打ち出の小づち            | 0.5%   |
| 第4話                                      | 12月01日       | 負けないで南くん              | 2.6%   |
| 第5話                                      | 12月08日       | ちよみの大冒険                | 2.1%   |
| 第6話                                      | 12月15日       | 私じゃダメだってわかってる    | 2.0%   |
| 第7話                                      | 2016年01月12日 | 18年目のプロポーズ            |        |
| 第8話                                      | 1月19日        | 青いフェアリー                |        |
| 第9話                                      | 1月26日        | 二人きりの温泉旅行            |        |
| 最終話                                     | 2月02日        | グッバイちよみ グッバイ南くん |        |
| （視聴率は関東地区・ビデオリサーチ社調べ） |                |                               |        |

#### スタッフ（第4作）
- 原作 - 内田春菊「南くんの恋人」（青林工藝舎刊）
- 脚本 - 新井友香[10]
- 監督 - 小中和哉[10]
- 音楽 - 遠藤浩二、黒木千波留、宮野幸子
- 特殊視覚効果 - 泉谷修
- VFX・CG - 日本エフェクトセンター
- ロケ協力 - 千葉県、千葉県フィルムコミッション、館山市、南房総市、千葉県立館山総合高等学校　ほか
- プロデュース - 岡本真由子（フジテレビ）、鈴木伸明（エスピーオー）、北詰裕亮（博報堂DYメディアパートナーズ）、代情明彦（AOI Pro.）
- ラインプロデューサー - 鶴岡智之
- アソシエイトプロデューサー - 根本裕美（エスピーオー）、山野邊雅祥（エスピーオー）、泊伸弘（フジテレビ）、唯野友歩（AOI Pro.）
- 企画プロデュース - 櫻井由紀（エスピーオー）
- 製作者 - 香川淑晴（エスピーオー）、宮道治朗（フジテレビ）、村田嘉邦（博報堂DYメディアパートナーズ）、中江康人（AOI Pro.）
- 製作プロダクション - AOI Pro.
- 制作 - 「南くんの恋人〜my little lover」製作委員会（エスピーオー／フジテレビジョン／博報堂DYメディアパートナーズ／AOI Pro.）[10]

### 第5作
『南くんが恋人!?』（みなみくんがこいびと）のタイトルで、2024年7月16日から9月10日までテレビ朝日系「火曜9時枠の連続ドラマ」にて放送された。主演は本作がGP帯のドラマ初主演となる飯沼愛。
過去のシリーズとは違い、男女逆転のバージョンでドラマ化。また、第2作で浩之役を演じた武田真治が、今回はちよみの父役を演じることになる。

#### キャスト（第5作）

##### 主要人物
堀切ちよみ
演 - 飯沼愛（幼少期：青木えみ）
主人公。神奈川県立藤ヶ崎高等学校の女子高生。湘南の海にほど近い街に暮らしている。
南浩之
演 - 八木勇征（FANTASTICS）（幼少期：三浦綺羅）
湘国大学バスケ部に所属する男子生徒。ある日突然の理由で15 cmに縮み、手のひらサイズになってしまう。

##### 堀切家
堀切信太郎
演 - 武田真治
堀切拓真（ほりきり たくま）
演 - 番家天嵩
堀切楓（ほりきり かえで）
演 - 木村佳乃
堀切百合子（ほりきり ゆりこ）
演 - 加賀まりこ（若かりし頃：山本舞香）
堀切たけし（ほりきり たけし）
演 - 富澤たけし

##### 南家
南晴幸（みなみ はるゆき）
演 - 沢村一樹
南薫子（みなみ かおるこ）
演 - 八木亜希子

##### 焼鳥「信真」連中
木村久子（きむら ひさこ）
演 - 室井滋
山高善三（やまたか ぜんぞう）
演 - 光石研
まっちゃん
演 - ワタナベケイスケ

##### その他
佐川美鈴（さがわ みすず）
演 - 武田玲奈
高村奈美（たかむら なみ）
演 - 大和奈央
江藤（えとう）
演 - 岩瀬洋志
溝口恭介（みぞぐち きょうすけ）
演 - 今井柊斗

#### スタッフ（第5作）
- 原案 - 内田春菊『南くんの恋人』（青林工藝舎刊）、『南くんは恋人』（ぶんか社）[6]
- 脚本 - 岡田惠和[6]
- 音楽 - 村松崇継
- 主題歌 - ゆず「伏線回収」（SENHA）[17]
- 挿入歌 - ゆず「夏色 [再録]」[18]
- バスケット監修 - 半田圭史
- 監督 - 宝来忠昭、小松隆志[6]、竹園元（テレビ朝日）
- エグゼクティブプロデューサー - 内山聖子（テレビ朝日）[6]
- ゼネラルプロデューサー - 服部宣之（テレビ朝日）[6]
- プロデューサー - 神田エミイ亜希子（テレビ朝日）、布施等（MMJ）、村山太郎（MMJ）[6]
- 制作著作 - テレビ朝日、MMJ

#### サブタイトル（第5作）
| 各話                                                      | 放送日  | サブタイトル            | ラテ欄                                                      | 監督     | 視聴率 |
| --------------------------------------------------------- | ------- | ----------------------- | ----------------------------------------------------------- | -------- | ------ |
| 第1話                                                     | 7月16日 | 恋人が突然15cmに…!?     | 恋人が突然15センチに!? あの名作が男女逆転で30年ぶりに蘇る!! | 宝来忠昭 | 4.6%   |
| 第2話                                                     | 7月23日 | 15センチ彼の秘密と謎    | 15センチ彼の秘密と謎… 掃除機で命の危機!?                    | 宝来忠昭 | 3.3%   |
| 第3話                                                     | 7月30日 | 15センチ彼の目撃者      | 亡き母の真実…!!                                             | 小松隆志 | 4.2%   |
| 第4話                                                     | 8月13日 | 15センチ彼とお風呂!     | 彼と初めての混浴                                            | 小松隆志 | 2.8%   |
| 第5話                                                     | 8月20日 | 何で小さくなったと思う? | 私達はなんで15センチになったんだと思う?                     | 宝来忠昭 | 3.8%   |
| 第6話                                                     | 8月27日 | 雷雨でもとに…!?         | 雷雨で元に戻る…!? 2人に残された時間                         | 小松隆志 | 3.9%   |
| 第7話                                                     | 9月03日 | 家族に秘密を明かす!?    | 家族に秘密を明かす時!! 父と息子の絆!?                       | 竹園元   | 3.8%   |
| 最終話                                                    | 9月10日 | 神様ありがとう          | 神様ありがとう…!! 世界で一番の恋人!                         | 宝来忠昭 | 4.1%   |
| 平均視聴率 3.8%（視聴率は関東地区・ビデオリサーチ社調べ） |         |                         |                                                             |          |        |

- 初回・第2話は21時 - 22時の6分拡大放送。
- 8月6日はパリ五輪中で、『世界アニマル&キッズ動画スペシャル』（19:00 - 21:54）放送のため休止。

### 受賞
- 第28回 日刊スポーツ・ドラマグランプリ 夏ドラマ[29]
  - 作品賞
  - 主演女優賞
  - 助演男優賞
- 第28回 日刊スポーツ・ドラマグランプリ 年間大賞 作品賞[30]

#### ネット局 (第5作)
| 放送対象地域  | 放送局           | 系列           | 備考               |
| ------------- | ---------------- | -------------- | ------------------ |
| 関東広域圏    | テレビ朝日       | テレビ朝日系列 | 制作局             |
| 北海道        | 北海道テレビ     | テレビ朝日系列 |                    |
| 青森県        | 青森朝日放送     | テレビ朝日系列 |                    |
| 岩手県        | 岩手朝日テレビ   | テレビ朝日系列 |                    |
| 宮城県        | 東日本放送       | テレビ朝日系列 |                    |
| 秋田県        | 秋田朝日放送     | テレビ朝日系列 |                    |
| 山形県        | 山形テレビ       | テレビ朝日系列 |                    |
| 福島県        | 福島放送         | テレビ朝日系列 |                    |
| 新潟県        | 新潟テレビ21     | テレビ朝日系列 |                    |
| 長野県        | 長野朝日放送     | テレビ朝日系列 |                    |
| 静岡県        | 静岡朝日テレビ   | テレビ朝日系列 |                    |
| 石川県        | 北陸朝日放送     | テレビ朝日系列 |                    |
| 中京広域圏    | 名古屋テレビ     | テレビ朝日系列 |                    |
| 近畿広域圏    | 朝日放送         | テレビ朝日系列 | 現・朝日放送テレビ |
| 広島県        | 広島ホームテレビ | テレビ朝日系列 |                    |
| 山口県        | 山口朝日放送     | テレビ朝日系列 |                    |
| 香川県 岡山県 | 瀬戸内海放送     | テレビ朝日系列 |                    |
| 愛媛県        | 愛媛朝日テレビ   | テレビ朝日系列 |                    |
| 福岡県        | 九州朝日放送     | テレビ朝日系列 |                    |
| 長崎県        | 長崎文化放送     | テレビ朝日系列 |                    |
| 熊本県        | 熊本朝日放送     | テレビ朝日系列 |                    |
| 大分県        | 大分朝日放送     | テレビ朝日系列 |                    |
| 鹿児島県      | 鹿児島放送       | テレビ朝日系列 |                    |
| 沖縄県        | 琉球朝日放送     | テレビ朝日系列 |                    |

| テレビ朝日 月曜ドラマ・イン                  | テレビ朝日 月曜ドラマ・イン                       | テレビ朝日 月曜ドラマ・イン                      |
| 前番組                                       | 番組名                                            | 次番組                                           |
| -------------------------------------------- | ------------------------------------------------- | ------------------------------------------------ |
| 愛してるよ! （1993年10月11日 - 12月20日）    | 南くんの恋人（第2作） （1994年1月10日 - 3月21日） | クニさんちの魔女たち （1994年4月11日 - 6月27日） |
| テレビ朝日 木曜ドラマ                        |                                                   |                                                  |
| 電池が切れるまで （2004年4月22日 - 6月24日） | 南くんの恋人（第3作） （2004年7月8日 - 9月16日）  | 松本清張 黒革の手帖 （2004年10月14日 - 12月9日） |
| テレビ朝日 火曜9時枠の連続ドラマ             |                                                   |                                                  |
| Destiny （2024年4月9日 - 6月4日）            | 南くんが恋人!? （2024年7月16日 - 9月10日）        | 民王R （2024年10月22日 - 12月10日）              |